# Meloe dugesi
Meloe dugesi är en skalbaggsart som beskrevs av Champion 1891. Meloe dugesi ingår i släktet Meloe och familjen oljebaggar. Inga underarter finns listade i Catalogue of Life.